# Kościół św. Małgorzaty w Ulanie-Majoracie
Kościół św. Małgorzaty w Ulanie – rzymskokatolicki kościół w Ulanie Majoracie, który jest świątynią Parafia św. Małgorzaty w Ulanie-Majoracie.

## Historia
Wznoszenie obecnego kościoła rozpoczęto w roku 1771. Budowę zainicjował ówczesny proboszcz ks. Ignacy Rudziński, przy pomocy parafian. Prace trwały długo. W 1781 r. stały tylko same ściany. Brakowało pieniędzy. Do tej pory wydano na ten cel 17220 zł, a potrzeby były jeszcze duże. Proboszcz musiał np. w sądzie łukowskim dopominać się o pieniądze, które powinny były wpłacić na budowę folwarki w Krasewie (3000 zł) oraz Zarzecu (1000 zł).

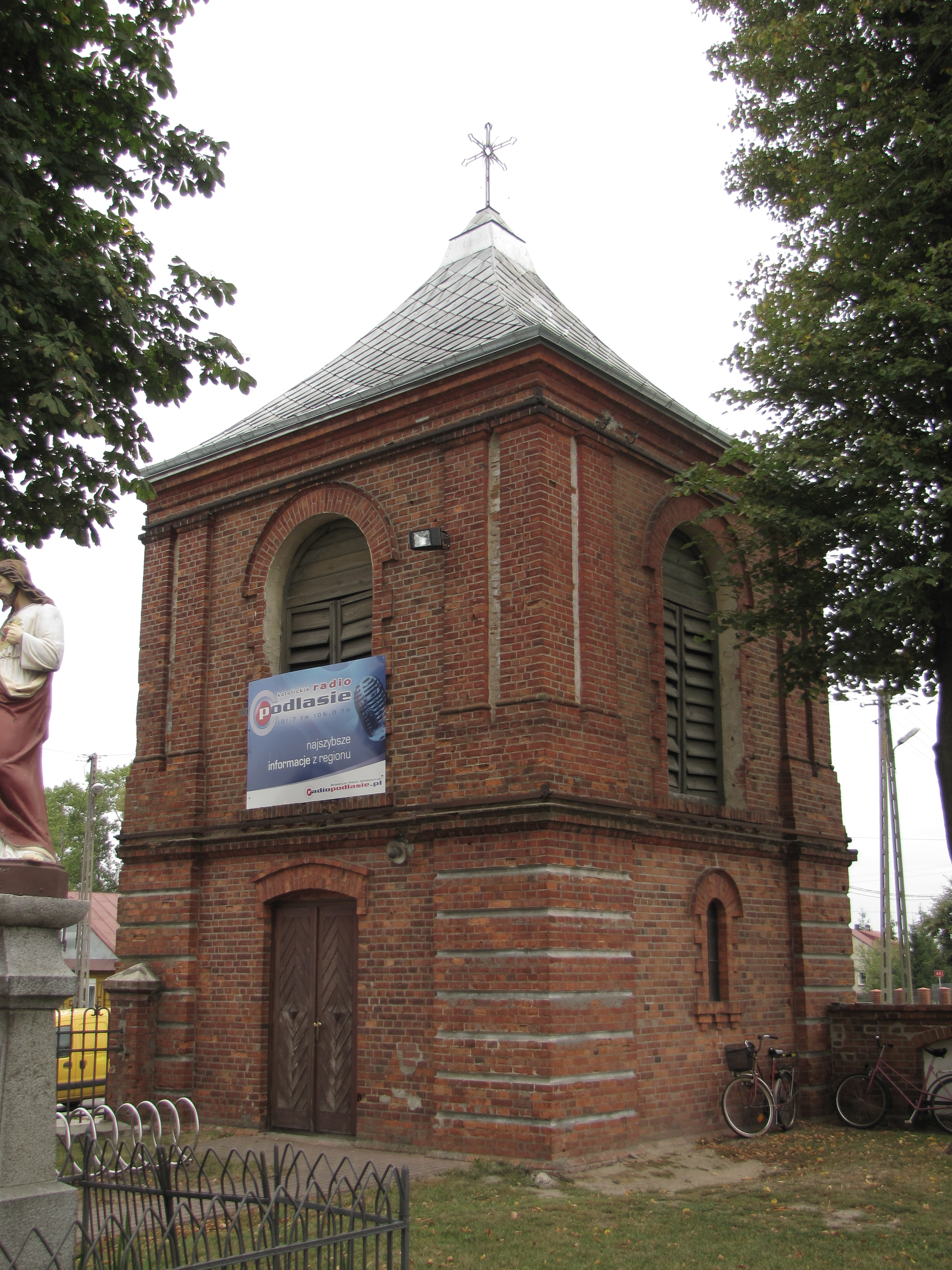
Dzwonnica

Już w trakcie budowy, w 1781 roku, rozpoczęły się w nowym kościele pierwsze nabożeństwa. Odprawiano je w jednej z bocznych kaplic. Cały czas były też zbierane datki na dokończenie prac. W 1783 r. niejaki Romanowicz (zapewne Józef Romanowicz, dzierżawca części dóbr w Zarzecu) zapisał kościołowi w Ulanie 2000 fl., zaś w 1793 r. 1000 fl. na ten cel zebrała okoliczna szlachta. W 1792 roku budowa świątyni dobiegła praktycznie końca - przykryto dach gontem, wykonano drewnianą podłogę i takiż sufit, aczkolwiek, jak podkreśla raport z wizytacji z 1793 r., te dwie ostatnie konstrukcje były prowizoryczne. Jeszcze w 1793 roku kościół nie był konsekrowany, z wyjątkiem owej kaplicy, do której zapewne przeniesiono ze starej świątyni ołtarz Matki Boskiej, jako że była ona pod wezwaniem Maryi.
Ze względu na swój wiek świątynia była wielokrotnie remontowana, odnawiana i doposażana.